# Wisława Szymborska
Wisława Szymborska, AFI [viˈswava ʂɨmˈbɔrska], nom complet: Maria Wisława Anna Szymborska (Bnin, Polònia, 2 de juliol de 1923-Cracòvia, 1 de febrer de 2012) fou una poeta polonesa, guardonada amb el Premi Nobel de Literatura l'any 1996. És reconeguda per haver escrit poesia filosòfica amb un llenguatge comprensible per a qualsevol persona per la seva senzillesa.

## Biografia
Va néixer com a Maria Wisława Anna el 2 de juliol de 1923 a la població de Bnin, que avui en dia forma part de la ciutat de Kórnik. Els seus pares foren Wincenty Szymborski (el plenipotenciari del comte Władysław Zamoyski) i Anna de Rottermund. Durant la seua infància anava a casa de la seua àvia Karolina per vacances, i continuà anant-hi fins a la seva mort, el 1948.
De ben jove, el 1931, la seva família es va traslladar a Cracòvia, on realitzà els estudis amb les germanes ursulines. Durant la Segona Guerra Mundial treballà en la Companyia de Ferrocarrils per por de ser deportada a un camp de treball a Alemanya. El 1945 inicià els estudis de polonès i a la Universitat Jagellona de Cracòvia, i ben aviat se sentí influenciada per l'obra de Czesław Miłosz. Els estudis, no els acabà per problemes econòmics i així i tot es formà autodidàcticament. Va militar en un passat en el Partit Obrer Unificat Polonès, cosa que lamentà posteriorment. El 1945 es publicà una obra seua per primera vegada: el poema Cerque la paraula al suplement del Dziennik Polski. El 1952 el primer llibre de poesia, Per això vivim, és publicat. El 1952 formà part de la redacció del setmanari Życie Literackie. El 1954 apareix el seu segon llibre de poemes: Preguntes fetes a un mateix. Al setmanari on treballava publicà en les dècades del 1970 i 1980 la columna Lectures complementàries. Aquestes columnes foren editades en llibres publicats el 1973 i 1992. Morí l'1 de febrer de 2012 a Cracòvia, als vuitanta-vuit anys, víctima d'un càncer de pulmó.

## Obra literària
La seva poesia és de contingut filosòfic amb un llenguatge quasi col·loquial i sense utilitzar l'èmfasi o el pathos. Expressa amb claredat l'odi, l'estupidesa, el terror i la tortura en la descripció d'un món constituït per horrors i sofriments, en un to en el qual és capaç de barrejar humor i ironia. El seu sentit de l'humor és considerat molt particular dins la literatura polonesa perquè combina un llenguatge sorprenentment senzill amb una paradoxa filosòfica molt refinada. Una altra característica del seu estil és que no hi ha referències a Polònia que la facen una autora centrada en el seu país, sinó que és una autora universal.
En els seus poemes solen haver-hi diverses conclusions.
Els seus dos primers llibres de poesia segueixen el cànon establert amb la innovació del seu to personal. Aquests dos llibres foren destriats per la mateixa autora per a les edicions posteriors de les seues obres.
Des de Crida al Ieti (1957) estrena l'estil que la fa reconeguda. Un dels poemes més populars d'aquest llibre és "No-res dues vegades", el qual fou musicalitzat per Andrzej Kurylewicz i interpretat per Łucja Prus i Kora.
D'entre els tipus de poemes que ha escrit, n'ha fet "poemes collage" (en polonès Wyklejanki). D'aquests li n'ha dedicat a la seua amiga Malgorzata Baranowska.
L'any 1963 fou guardonada amb el Premi del Ministeri de Cultura de Polònia i el 1991 amb el Premi Goethe, un dels principals premis d'Alemanya. El 1996 fou guardonada amb el Premi Nobel de Literatura per una poesia que, amb la seva precisió irònica, permet que el context històric i biològic surti a llum en fragments de la realitat humana.

### Temes
La seua poesia és filosòfica, plena de preguntes i esglai metafísic. No es dedica a trobar solucions a aquestes preguntes, sinó que pretén obligar a reconèixer l'horror de l'existència. El seu pensament filosòfic queda reflectit en els seus poemes: creu que l'ésser humà és filosòfic des de sempre per la seua capacitat de sorprendre's i de formular preguntes generals i que es deu estimar els éssers humans, no a la humanitat. Segons Sagarra Àngel ella és feminista i agnòstica.
La mateixa Wisława deia que no calia cap biografia d'ella perquè en els seus poemes es troba tota la informació sobre ella mateixa.
Des de Crida al Ieti (1957) es dedicà a dirigir-se a un ésser humà genèric, no a la humanitat, perquè l'estima la humanitat en comptes dels humans individuals perquè l'amor dirigit a la primera estava pensat per a utopies en què l'individu era negligit pel bé del col·lectiu humà. El poema "No-res dues vegades" parla de com les persones viuen en un espai filosòfic entre els problemes importants i la mort.
En el poema "Atlàntida", de Crida al Ieti, s'introdueix un relativisme històric. I en D'una expedició no realitzada a l'Himàlaia fa una paròdia de com es contacta amb pobles exòtics o extraterrestres.
En el poema "Esglai" del 1972 es dirigeix al cosmos i al seu cos preguntant-se pel seu lloc en el món.
En el poema "Aniversari" (de l'obra Si de cas) tracta el tema de la vida fugaç, considerant que no té temps per a albirar res.
En el poema "El cens" (de l'obra Quina alegria més gran) es preocupa per la fama guanyada més enllà de la mort, incidint en el fet que la fama es guanya en aquestes dècades per estadístiques i no per sentiments.
En el poema "El gran nombre" mostra un punt de vista pròxim a l'antropologia cultural moderna.
En l'obra El principi i el final s'introdueix un existencialisme amarg comparable a l'amargura de Samuel Beckett i Philip Larkin i alhora diferenciable d'aquesta perquè "deixa respirar".
En el poema "Autonomia" (de l'obra Si de cas) fa una referència al cogombre de mar i explica que les persones venim de casualitat i ens n'anem de casualitat.
Es qüestionà el temps i els espais. I s'hi troben referències a llocs mítics com la Torre de Babel, Troia i l'Atlàntida.
En els poemes "A la feliçment enamorada" (de Nowa Kultura) i "Coloratura" (de Sal) apareix el tema de mantindre's estoic davant les adversitats. L'estoïcisme és una filosofia que defengué i practicà, segons diversos testimonis.

## Obra seleccionada
| Poesia: - 1952: Dlatego żyjemy (Per a això vivim) - 1954: Pytania zadawane sobie (Preguntes a mi mateixa) - 1957: Wołanie do Yeti (Crida al Ieti) - 1962: Sól (Sal) - 1966: 101 wierszy (101 línies) - 1967: Sto pociech (Cent nens) - 1967: Poezje wybrane (Tria poètica) - 1972: Wszelki wypadek (Qualsevol accident) - 1976: Wielka liczba (Un gran nombre) | - 1988: Ludzie na moście (La gent del pont) - 1988: Nowe wiersze (Nous poemes) - 1989: Poezje: Poems (Poemes), edició bilingüe polonès-anglès - 1993: Koniec i początek (El final i el començament) - 1996: Widok z ziarnkiem piasku (Vista amb un gra de sorra) - 1997: Sto wierszy - sto pociech (Cent versos - Cent felicitats) - 2002: Chwila (Instant) - 2003: Rymowanki dla dużych dzieci (Rimes infantils per a nens grans) - 2005: Dwukropek (Dos punts) - 2009: Tutaj (Aquí) - 2012: Wystarczy (Prou) - 2013: Błysk rewolwru (La brillantor d'un revòlver) | Altres: - 1992: Lektury nadobowiązkowe (Lectures complementàries), un recull de ressenyes escrites a Życie Literackie, Pismo, Odra i Gazeta Wyborcza. |

## Traduccions al català
- Vista amb un gra de sorra: Antologia poètica. Traducció de Josep Maria de Sagarra i Àngel. Barcelona: Columna / Proa, 1998. ISBN 9788483004500.
- Instant. Traducció de Joanna Bielak. Vic: Cafè Central / EUMO, 2018. Col. "Jardins de Samarcanda", 91. ISBN 9788497666398.

## Premis
- Premi Goethe
- Premi Herder
- Premi Nobel de Literatura[38] (1996)[39]
- Honoris causa per la Universitat de Poznań (1995)[40]

## Llegat
El seu poema "No-res dues vegades" fou musicalitzat per Andrzej Kurylewicz i interpretat per Łucja Prus i Kora.

## Història de la transmissió de les seues obres a l'estranger
El 1995 als Estats Units se'n va publicar un recull editat per l'editorial Harcourt.
A Espanya el 1994 es publicaren en Poesía polaca contemporánea (Rialp) dos poemes de l'autora. El 1997 es publicà en castellà i català el recull publicat als Estats Units el 1995. També l'editorial Hiperión, traduïda per Xaberio Ballester, en publicà una antologia. El 2002 el Fondo de Cultura Económica publicà Poesia no completa, que fou seguida per diverses edicions en espanyol en diferents editorials durant la dècada del 2000.

## Família
Arbre genealògic construït a partir d'unes referències.
|  |  |  |  |  |  |  |  |          |          |          |          |          |          | (Besàvia)             | (Besàvia)             | (Besàvia)             | (Besàvia)             | (Besàvia)             | (Besàvia)             |     |     |     |     |     |     | (Besavi) | (Besavi) | (Besavi) | (Besavi) | (Besavi)           | (Besavi) |  |  |  |  | Antoni            | Antoni            | Antoni            | Antoni            | Antoni            | Antoni            |  |  |                    |                    |                    |                    |                    |                    |            |            | Erazm Psarski | Erazm Psarski | Erazm Psarski | Erazm Psarski | Erazm Psarski | Erazm Psarski |
|  |  |  |  |  |  |  |  |          |          |          |          |          |          | (Besàvia)             | (Besàvia)             | (Besàvia)             | (Besàvia)             | (Besàvia)             | (Besàvia)             |     |     |     |     |     |     | (Besavi) | (Besavi) | (Besavi) | (Besavi) | (Besavi)           | (Besavi) |  |  |  |  | Antoni            | Antoni            | Antoni            | Antoni            | Antoni            | Antoni            |  |  |                    |                    |                    |                    |                    |                    |            |            | Erazm Psarski | Erazm Psarski | Erazm Psarski | Erazm Psarski | Erazm Psarski | Erazm Psarski |
|  |  |  |  |  |  |  |  |          |          |          |          |          |          |                       |                       |                       |                       |                       |                       |     |     |     |     |     |     |          |          |          |          |                    |          |  |  |  |  |                   |                   |                   |                   |                   |                   |  |  |                    |                    |                    |                    |                    |                    |            |            |               |               |               |               |               |               |
|  |  |  |  |  |  |  |  |          |          |          |          |          |          |                       |                       |                       |                       |                       |                       |     |     |     |     |     |     |          |          |          |          |                    |          |  |  |  |  |                   |                   |                   |                   |                   |                   |  |  |                    |                    |                    |                    |                    |                    |            |            |               |               |               |               |               |               |
|  |  |  |  |  |  |  |  | Karolina | Karolina | Karolina | Karolina | Karolina | Karolina |                       |                       |                       |                       |                       |                       | Jan | Jan | Jan | Jan | Jan | Jan |          |          |          |          |                    |          |  |  |  |  | Antoni Szymborski | Antoni Szymborski | Antoni Szymborski | Antoni Szymborski | Antoni Szymborski | Antoni Szymborski |  |  |                    |                    |                    |                    | Stanislawa         | Stanislawa         | Stanislawa | Stanislawa | Stanislawa    | Stanislawa    |               |               |               |               |
|  |  |  |  |  |  |  |  | Karolina | Karolina | Karolina | Karolina | Karolina | Karolina |                       |                       |                       |                       |                       |                       | Jan | Jan | Jan | Jan | Jan | Jan |          |          |          |          |                    |          |  |  |  |  | Antoni Szymborski | Antoni Szymborski | Antoni Szymborski | Antoni Szymborski | Antoni Szymborski | Antoni Szymborski |  |  |                    |                    |                    |                    | Stanislawa         | Stanislawa         | Stanislawa | Stanislawa | Stanislawa    | Stanislawa    |               |               |               |               |
|  |  |  |  |  |  |  |  |          |          |          |          |          |          |                       |                       |                       |                       |                       |                       |     |     |     |     |     |     |          |          |          |          |                    |          |  |  |  |  |                   |                   |                   |                   |                   |                   |  |  |                    |                    |                    |                    |                    |                    |            |            |               |               |               |               |               |               |
|  |  |  |  |  |  |  |  |          |          |          |          |          |          | Anna Maria Rottermund | Anna Maria Rottermund | Anna Maria Rottermund | Anna Maria Rottermund | Anna Maria Rottermund | Anna Maria Rottermund |     |     |     |     |     |     |          |          |          |          |                    |          |  |  |  |  |                   |                   |                   |                   |                   |                   |  |  | Wincety Szymborska | Wincety Szymborska | Wincety Szymborska | Wincety Szymborska | Wincety Szymborska | Wincety Szymborska |            |            |               |               |               |               |               |               |
|  |  |  |  |  |  |  |  |          |          |          |          |          |          | Anna Maria Rottermund | Anna Maria Rottermund | Anna Maria Rottermund | Anna Maria Rottermund | Anna Maria Rottermund | Anna Maria Rottermund |     |     |     |     |     |     |          |          |          |          |                    |          |  |  |  |  |                   |                   |                   |                   |                   |                   |  |  | Wincety Szymborska | Wincety Szymborska | Wincety Szymborska | Wincety Szymborska | Wincety Szymborska | Wincety Szymborska |            |            |               |               |               |               |               |               |
|  |  |  |  |  |  |  |  |          |          |          |          |          |          |                       |                       |                       |                       |                       |                       |     |     |     |     |     |     |          |          |          |          |                    |          |  |  |  |  |                   |                   |                   |                   |                   |                   |  |  |                    |                    |                    |                    |                    |                    |            |            |               |               |               |               |               |               |
|  |  |  |  |  |  |  |  |          |          |          |          |          |          |                       |                       |                       |                       |                       |                       |     |     |     |     |     |     |          |          |          |          | Wislawa Szymborska |          |  |  |  |  |                   |                   |                   |                   |                   |                   |  |  |                    |                    |                    |                    |                    |                    |            |            |               |               |               |               |               |               |